# Loforoton
Loforoton (Lophorhothon atopus) – Lophorhothon to mały i słabo znany hadrozauryn znaleziony na terenie Stanów Zjednoczonych w latach 40. XX wieku. Nazwa oznacza "grzebieniasty nos" (z greckiego lophos – "grzebień i rhothon" – "nos"). To pierwszy dinozaur odkryty w stanie Alabama, w wiosce Dallas niedaleko miasta Selma. Pozostałości przypisywane temu rodzajowi znaleziono także w formacji Black Creek w Karolinie Północnej.
Na holotyp składają się fragmenty około połowy czaszki i szkieletu pozaczaszkowego: kręgów, części kończyn należące do młodego osobnika. Czaszka posiada mały piramidalny wyrostek pomiędzy oczami.
Loforoton żył w okresie późnej kredy (ok. 83-71 mln lat temu) na terenach Ameryki Północnej. Długość ciała ok. 15 m, wysokość ok. 5 m, ciężar ok. 1 t.
Często kwestionuje się ważność taksonu. Niektórzy uważali go za młodego osobnika lambeozauryna  Prosaurolophus. Lamb (1998) zasugerował, że mamy do czynienia z bazalnym iguanodontem spokrewnionym z Tenontosaurus, hipoteza ta jednak została obalona.
Ostatnio (2004) Horner, Weishampel I  Forster uznalii loforotona  za bazalnego hadrozauryna i siostrzany takson pozostałych członków podrodziny.